# Uniunea Europeană de Radio și Televiziune
Uniunea Europeană de Radio și Televiziune (UERT) [franceză: Union européenne de radio-télévision (UER); engleză: European Broadcasting Union (EBU)] este cea mai importantă alianță din lume a entităților mass-media de servicii publice, care cuprinde 72 de membri activi în 56 de țări și 36 de membri asociati din alte 21 de țări. Alianța este cunoscută pentru organizarea Concursului Muzical Eurovision. Nu are legătură cu Uniunea Europeană.

## Membri
Membrii acestei organizații sunt companii de radio și televiziune, de obicei publice, dar și private, cu misiune publică.

Țările membre EBU colorate după perioada aderării.

| Țara                 | Organizații | Denumirea originală | Abr.          | An              |
| -------------------- | --- | --- | ------------- | --------------- |
| Albania              | Albanian Radio and Television | Radio Televizioni Shqiptar | RTSH          | 1999            |
| Algeria              | Entreprise nationale de télévision | المـؤسـسـة العمومية للتـلـفزيـون | ENTV          | 1970            |
| Algeria              | Enterprise nationale de radiodiffusion | الإذاعة الجزائرية | ENRS          | 1970            |
| Algeria              | Télédiffusion d'Algérie | تلفزيون لجزائر | TDA           | 1970            |
| Andorra              | Ràdio i Televisió d'Andorra | Ràdio i Televisió d'Andorra | RTVA          | 2002            |
| Armenia              | Public Radio of Armenia | Հայաստանի Հանրային Ռադիո | ARMR          | 2005            |
| Armenia              | Public Television of Armenia | Հայաստանի հանրային հեռուստաընկերություն | ARMTV         | 2005            |
| Austria              | Austrian Broadcasting | Österreichischer Rundfunk | ORF           | 1953            |
| Azerbaijan           | Public Television and Radio | İctimai Televiziya və Radio Yayımları Șirkəti | İTV           | 2007            |
| Belgium              | Flemish Radio- and Television Network | Vlaamse Radio- en Televisieomroep | VRT           | 1950            |
| Belgium              | Radio and Television of Belgian French | Radio-Télévision Belge de la Communauté Française | RTBF          | 1950            |
| Bosnia & Herzegovina | Radiotelevision of Bosnia & Herzegovina | Radio-televizija Bosne i Hercegovine Радио-телевизија Босне и Херцеговине | BHRT          | 1993            |
| Bulgaria             | Bulgarian National Radio | Българско национално радио | BNR           | 1993            |
| Bulgaria             | Bulgarian National Television | Българска национална телевизия | BNT           | 1993            |
| Croatia              | Croatian Radiotelevision | Hrvatska radiotelevizija | HRT           | 1993            |
| Cyprus               | Cyprus Broadcasting Corporation | Ραδιοφωνικό Ίδρυμα Κύπρου (Greek) Kıbrıs Radyo Yayın Kurumu (Turkish) | CyBC/RIK KRYK | 1969            |
| Czech Republic       | Czech Radio | Český rozhlas | ČRo           | 1993            |
| Czech Republic       | Czech Television | Česká televize | ČT            | 1993            |
| Denmark              | Denmark's Radio | Danmarks Radio AS | DR            | 1950            |
| Denmark              | TV2 | TV2 AS | DK/TV2        | 1996            |
| Egypt                | Egyptian Radio and Television Union | إتحاد الإذاعة و التليفزيون المصري | ERTU          | 1985            |
| Estonia              | Estonian Public Broadcasting | Eesti Rahvusringhääling | ERR           | 1993            |
| Finland              | - Finnish Broadcasting Corporation - Swedish Broadcasting of Finland | Yleisradio OY (Finnish) Rundradion AB (Swedish) | YLE/FST5      | 1950            |
| France               | - France Télévisions - Radio France - Radio France Internationale | Groupement des Radiodiffuseurs Français de l'UER | GRF           | 1950            |
| Georgia              | Georgian Public Broadcaster | საქართველოს საზოგადოებრივი მაუწყებელი | GPB           | 2005            |
| Germany              | German National Broadcasting | Arbeitsgemeinschaft der öffentlich-rechtlichen Rundfunkanstalten der Bundesrepublik Deutschland | ARD           | 1952            |
| Germany              | Second German Television | Zweites Deutsches Fernsehen | ZDF           | 1963            |
| Greece               | Hellenic Broadcasting Corporation | Ελληνική Ραδιοφωνία Τηλεόραση | ERT           | 1950-2013, 2015 |
| Hungary              | Hungarian Radio | Magyar Rádió | MR            | 1993            |
| Hungary              | Hungarian Television | Magyar Televízió | HU/MTV        | 1993            |
| Iceland              | National Broadcasting Service | Ríkisútvarpið | RÚV           | 1956            |
| Ireland              | Raidió Teilifís Éireann | Raidió Teilifís Éireann | RTÉ           | 1950            |
| Ireland              | TG4 | TG4 Teilifís na Gaeilge | TG4           | 2007            |
| Israel               | Israeli Public Broadcasting Corporation | תַּאֲגִיד הַשִׁיְדּוּר הַיִשְׂרָאֵלִי | KAN           | 2017            |
| Italy                | Italian Radio-Television | Radiotelevisione Italiana | RAI           | 1950            |
| Jordan               | Jordan Radio and Television Corporation | التلفزيون الأردني | JRTV          | 1970            |
| Latvia               | Latvian Television | Latvijas Televīzija | LTV           | 1993            |
| Latvia               | Latvian Radio | Latvijas Radio | LR            | 1993            |
| Lebanon              | Télé Liban | تلفزيون لبنان | TL            | 1950            |
| Libya                | Libya National Channel | - | LNC           | 2011            |
| Lithuania            | Lithuanian National Radio and Television | Lietuvos Radijas ir Televizija | LRT           | 1993            |
| Luxembourg           | CLT Multi Media | Compagnie Luxembourgeoise de Télédiffusion | RTL           | 1950            |
| Luxembourg           | Radio 100,7 | Radio 100,7 | ERSL          | 1996            |
| Macedonia            | Macedonian Radio-Television | Македонска радио телевизија | MKRTV         | 1993            |
| Malta                | Public Broadcasting Services | Public Broadcasting Services | MT/PBS        | 1970            |
| Moldova              | Teleradio-Moldova | Teleradio-Moldova | TRM           | 1993            |
| Monaco               | - Radio Monte Carlo (France) - Radio Monte-Carlo (Italy) - TMC Monte Carlo | Groupement de Radiodiffuseurs Monégasques | TMC/GRMC      | 1950            |
| Montenegro           | Radio Television of Montenegro | Radio televizija Crne Gore Радио телевизија Црне Горе | RTCG          | 2001            |
| Morocco              | Société Nationale de Radiodiffusion et de Télévision | الشركة الوطنية للإذاعة والتلفزة | SNRT          | 1969            |
| Netherlands          | Netherlands Public Broadcasting | Nederlandse Publieke Omroep | NPO           | 1950            |
| Norway               | Norwegian Broadcasting Corporation | Norsk Rikskringkasting AS | NRK           | 1950            |
| Norway               | TV2 | TV2 AS | NO/TV2        | 1992            |
| Poland               | Polish Television | Telewizja Polska | TVP           | 1993            |
| Poland               | Polish Radio | Polskie Radio | PR            | 1993            |
| Portugal             | Radio and Television of Portugal | Rádio e Televisão de Portugal | RTP           | 1950            |
| Romania              | Romanian Radio Broadcasting Company | Societatea Română de Radiodifuziune | ROR           | 1993            |
| Romania              | Romanian Television | Televiziunea Română | RO/TVR        | 1993            |
| San Marino           | Radio-Television of San Marino | Radiotelevisione della Repubblica di San Marino | SMTV          | 1995            |
| Serbia               | Radio Television of Serbia | Радио-телевизија Србије | RTS           | 2001            |
| Slovakia             | Radio Television of Slovakia | Rozhlas a televízia Slovenska | RTVS          | 2011            |
| Slovenia             | Radio-Television Slovenia | Radiotelevizija Slovenije | RTVSLO        | 1993            |
| Spain                | Spanish Radio-Television | Corporación Radiotelevisión Española | RTVE          | 1955            |
| Sweden               | - Sveriges Television - Sveriges Radio - Swedish Educational Broadcasting Company                                                                                                 | Sveriges Television och Radio Grupp AB | STR           | 1950            |
| Switzerland          | Swiss Broadcasting Corporation - Swiss- German Radio and Television - Radio Télévision Suisse - Italian Radio and Television of Switzerland - Swiss- Romansh Radio and Television | SRG SSR Radio- und Fernsehgesellschaft (German) Société suisse de radiodiffusion et télévision (French) Società svizzera di radiotelevisione (Italian) Societad svizra da radio e televisiun (Romansh) | SRG SSR       | 1950            |
| Tunisia              | Radiodifussion-Télévision Tunisienne | مؤسسة الإذاعة والتلفزة التونسية | ERTT          | 1950            |
| Turkey               | Turkish Radio and Television Corporation | Türkiye Radyo-Televizyon Kurumu | TRT           | 1950            |
| Ukraine              | National Television Company of Ukraine | Національна телекомпанія України | NTU           | 1993            |
| Ukraine              | National Radio Company of Ukraine | Національна радіокомпанія України | NRU           | 1993            |
| United Kingdom       | British Broadcasting Corporation | British Broadcasting Corporation | BBC           | 1950            |
| United Kingdom       | United Kingdom Independent Broadcasting - Independent Television - Channel 4 - Sianel 4 Cymru                                                                                     | United Kingdom Independent Broadcasting Darlledu Annibynnol y Deyrnas Gyfunol (Welsh) | UKIB          | 1959            |
| Vatican City         | Vatican Television Center | Centro Televisivo Vaticano | CTV           | 1950            |
| Vatican City         | Vatican Radio | Radio Vaticana | RV            | 1950            |

### Membri asociați
Orice grup sau organizație membră a Uniunii Internaționale de Telecomunicații (ITU) care oferă servicii de radio și televiziune în afara ariei de transmisie a Uniunii Europene de Radio și Televiziune, are permisiunea să depună cereri de asociere cu EBU. Țările care au acest statut, de asemenea plătesc o taxă anuală pentru a și-l menține. În cazul în care taxa nu este plătită de o țară asociată, statutul acestea de asociat se revocă. Țările asociate nu au acces la sistemul Eurovision.
Tabelul următor conține membrii asociați EBU, existenți în luna ianuarie 2014.
| Țara          | Organizația                                              | Abr.    |
| ------------- | -------------------------------------------------------- | ------- |
| Australia     | Australian Broadcasting Corporation                      | ABC     |
| Australia     | FreeTV Australia                                         | Free    |
| Australia     | SBS Australia                                            | SBSC    |
| Bangladesh    | National Broadcasting Authority of Bangladesh            | NBAB    |
| Brazilia      | TV Cultura (Fundação Padre Anchieta)                     | —       |
| Canada        | Canadian Broadcasting Corporation (Societé Radio Canada) | CBC/SRC |
| Chile         | Canal 13 (Chile)                                         | UCCTV   |
| China         | China Central Television                                 | CCTV    |
| Cuba          | Cuban Institute of Radio and Television                  | ICRT    |
| Georgia       | Teleimedi                                                | TEME    |
| Georgia       | Rustavi 2                                                | RB      |
| Hong Kong     | Radio Television Hong Kong                               | RTHK    |
| Hong Kong     | Television Broadcasts Limited                            | TVB     |
| India         | All India Radio                                          | AIR     |
| Iran          | Islamic Republic of Iran Broadcasting                    | IRIB    |
| Japan         | Fuji Television                                          | JOCX    |
| Japan         | National Association of Commercial Broadcasters in Japan | NACB    |
| Japan         | Nippon Hoso Kyokai                                       | NHK     |
| Japan         | Tokyo Broadcasting System                                | TBS     |
| Japan         | Tokyo FM                                                 | TFM     |
| Kazakhstan    | Khabar 1                                                 | K1      |
| Coreea de Sud | Korean Broadcasting System                               | KBS     |
| Malaysia      | Radio Television Malaysia                                | RTM     |
| Mauritania    | TV de Mauritanie                                         | MR/TVM  |
| Mauritius     | Mauritius Broadcasting Corporation                       | MBC     |
| New Zealand   | Radio New Zealand                                        | RNZ     |
| New Zealand   | Television New Zealand Ltd                               | TVNZ    |
| Oman          | Public Authority for Radio and TV                        | PART    |
| South Africa  | South African Broadcasting Corporation                   | SABC    |
| Syria         | Organisme de la Radio-Télévision Arabe Syrienne          | ORTAS   |
| United States | American Broadcasting Company                            | ABC     |
| United States | American Public Media                                    | APM     |
| United States | CBS Broadcasting Inc.                                    | CBS     |
| United States | National Public Radio                                    | NPR     |
| United States | National Broadcasting Company                            | NBC     |
| United States | New York Public Radio                                    | WNYC    |
| United States | WGBH-TV and WGBH-FM, Boston, Massachusetts               | WGBH    |
| United States | WFMT 98.7 FM, Chicago, Illinois                          | WFMT    |

### Membri aprobați
Orice grupuri sau organizații din o țară cu International Telecommunication Union (ITU) , care nu a putut să se califice pentru titlul de membru Activ sau Asociat poate avea activitate în EBU dacă este membru aprobat. Statutul de membru aprobat durează aproximativ 5 ani.
Următorul tabel conține o lista cu membrii aprobați ai Uniunii Europene de Radio și Televiziune.
| Țata                             | Organizația                               | Abr.     |
| -------------------------------- | ----------------------------------------- | -------- |
| Belgia Canada France Switzerland | TV5 Monde Europe                          | FRI/TV5  |
| Uniunea Europeană                | Euronews                                  | Euronews |
| Prietenia franco-germană         | ARTE GEIE                                 | ARTE     |
| Macedonia                        | JP MRD (Macedonian Broadcasting)          | JPMRD    |
| Spain                            | Abertis Telecom S.A.                      | –        |
| Spain                            | Catalunya Música                          | CAT      |
| Russia                           | Russian TV and Radio Broadcasting Network | RTRN     |

### Foștii membri activi
| Țara                  | Organizația                                                     | Abr.  | Ani       |
| --------------------- | --------------------------------------------------------------- | ----- | --------- |
| Belarus               | Belarusian Television and Radio Company                         | BTRC  | 1993—2021 |
| Czechoslovakia        | Československá televize                                         | CST   | 1991—1992 |
| Greece                | Hellenic Broadcasting Corporation                               | ERT   | 1950—2013 |
| Monaco Italy          | Telemontecarlo                                                  | TMC   | 1981—2001 |
| Libia                 | Libyan Jamahiriya Broadcasting Corporation (الجماهيرية اللّيبيّة) | LJBC  | 1974—2011 |
| Rusia                 | Pervîi Kanal                                                    | 1TV   | 1993-2022 |
| Rusia                 | Radiodom Ostankino                                              | RDO   | 1993-2022 |
| Rusia                 | Compania Rusă de Stat de Radio și Televiziune                   | VGTRK | 1993-2022 |
| Serbia and Montenegro | Alliance of Public Radio and Television                         | UJRT  | 2001—2006 |
| Slovacia              | Slovenský rozhlas                                               | SRo   | 1993—2011 |
| Slovacia              | Slovenská televízia                                             | STV   | 1993—2011 |
| Spain                 | Antena 3 de Radio, S.A.                                         | A3R   | 1986—1993 |
| Yugoslavia            | Yugoslav Radio Television                                       | JRT   | 1950—1992 |

### Cereri de aplicare în desfășurare EBU
| Țara          | Organizația                           | Abr.  | Note |
| ------------- | ------------------------------------- | ----- | --- |
| Kosovo        | Radio Television of Kosovo            | RTK   | RTK a arătat un mare interes pentru obținerea statutului de membru activ. Cu toate acestea, încă nu au îndeplinit toate criteriile stabilite de EBU pentru admitere. |
| Liechtenstein | 1 Fürstentum Liechtenstein Television | 1FLTV | Este singurul post de televiziune din Liechtenstein, care a început difuzarea la data de 15 august 2008. În iulie 2009, Peter Kölbel, directorul general al postului de televiziune a anunțat oficial intenția de a se alătura EBU până la sfârșitul lunii iulie 2009. Nici în 2013 nu au reușit să adere. |
| Morocco       | La deuxième Télévision                | 2M TV | Al doilea canal comercial al Marocului a cerut aderarea la Uniunea Europeană de Radio și Televiziune. |
| Qatar         | Qatar Radio                           | QR    | Au arătat recent un interes, la Concursul Muzical Eurovision 2009, prin trimiterea de delegați în speranța de a aplica pentru statutul de membru activ. |
| Russia        | NTV                                   | NTV   | Nu au devenit membri ai EBU. Televiziunea a fost lansată în 1993. |